# Église Notre-Dame de Saussay
Pour les articles homonymes, voir Église Notre-Dame.
L'église Notre-Dame est une église située à Montfort-le-Gesnois, en France dédiée au culte catholique jusqu'à la révolution française.

## Localisation
L'église est située dans le département français de la Sarthe, à Saussay, ancienne commune absorbée en 1806 par Montfort-le-Rotrou, elle-même intégrée en 1985 à Montfort-le-Gesnois. La paroisse de Saussay est une des trois anciennes paroisses de Montfort le-Gesnois avec pour Montfort-le-Rotrou l'église Sainte-Croix remplacée en 1856 par l'église Notre-Dame et à Pont-de-Gennes l'église Saint-Gilles. L'église est entourée de son cimetière dont il reste une croix à l'ouest de la façade; le hameau qui l'entoure ne comporte plus que quelques maisons, son accès se fait par un chemin de terre, le chemin de la Croix,.

## Historique
Construite au Xe – XIe siècle en petit appareil régulier avec des petites ouvertures en plein cintre, des nouvelles fenêtres sont ouvertes aux XVIe et XVIIe siècles et le portail refait au XVIIIe siècle. Église paroissiale jusqu'à la révolution française elle est vendue comme bien national. En 1836 Julien Rémy Pesche signale dans son dictionnaire que l'assemblée qui se tenait le 15 aout ainsi que l'office religieux n'ont plus lieu. Elle est mise hors d'eau dans les années 1970 puis inscrite à la liste de l'inventaire supplémentaire des monuments historiques en 1973. Elle est la propriété de l'association les amis de Saussay qui œuvrent à sa préservation,.

## Description
Sur un plan simple et orienté l'église est constituée d'une nef unique charpentée avec une voûte de lambris du XVIIe et d'un chœur couvert en berceau et en cul-de-four datant de l'époque romane. L'édifice est orienté à quinze degrés près et mesure en dimensions extérieures environ 26 mètres sur 10 mètres. 
Des sondages mettent au jour dans le chœur des peintures murales datées de la deuxième moitié du XIIe siècle, cette découverte date de 1961 et, pour l'instant, seuls quelques éléments sont visibles : deux tableaux d'un calendrier et une nativité
Il persiste comme mobilier une Vierge en plâtre du XVIIIe et un tabernacle XVIIe. 
L'église de Saussay, y compris les peintures murales, est inscrite au titre des monuments historiques depuis le 13 novembre 1973.

extérieur de l'église
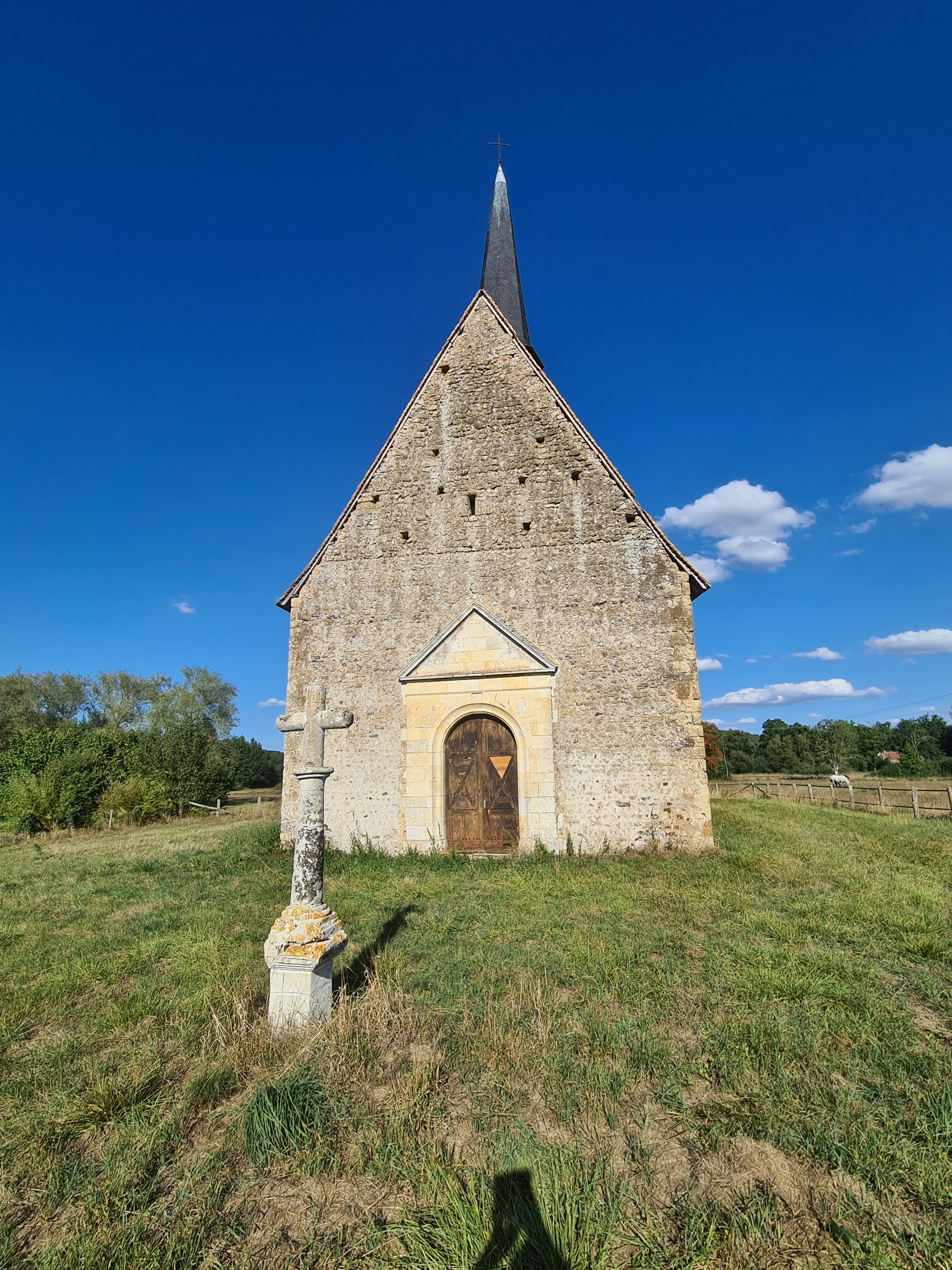
Façade et croix de cimetière
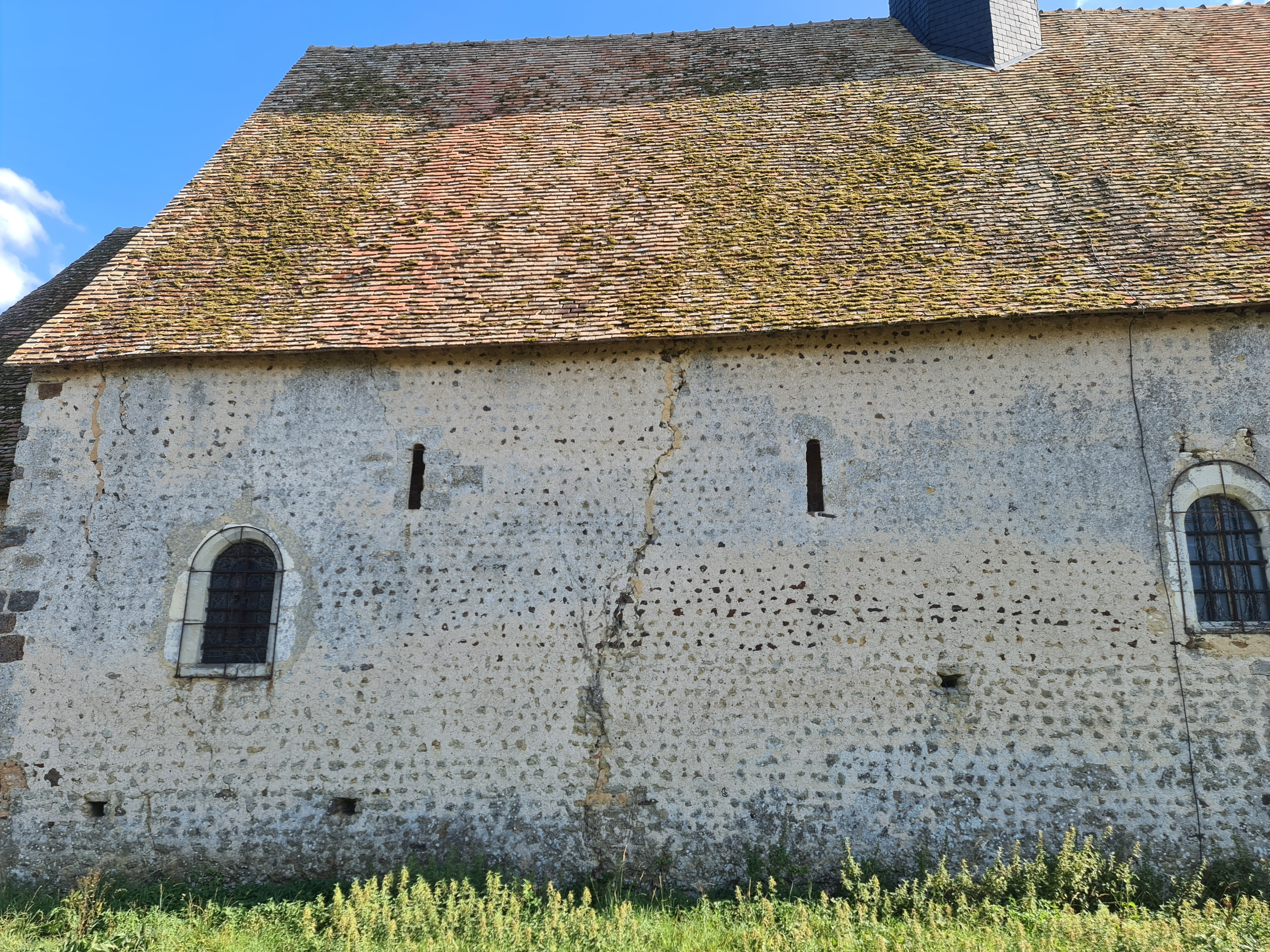
Mur nord de la nef, ouvertures et appareil du premier roman
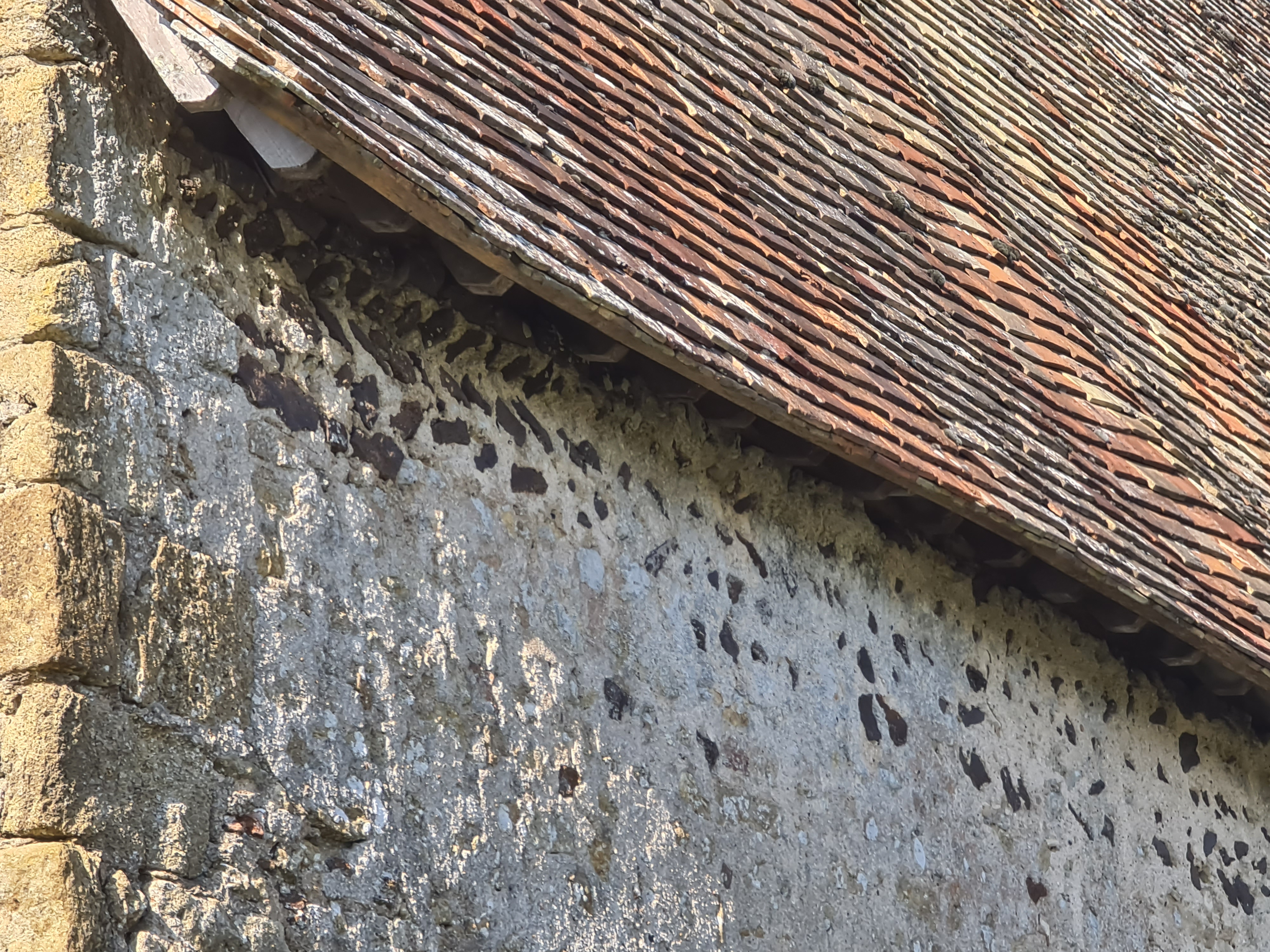
Opus spicatum et petit appareil du mur sud de la nef
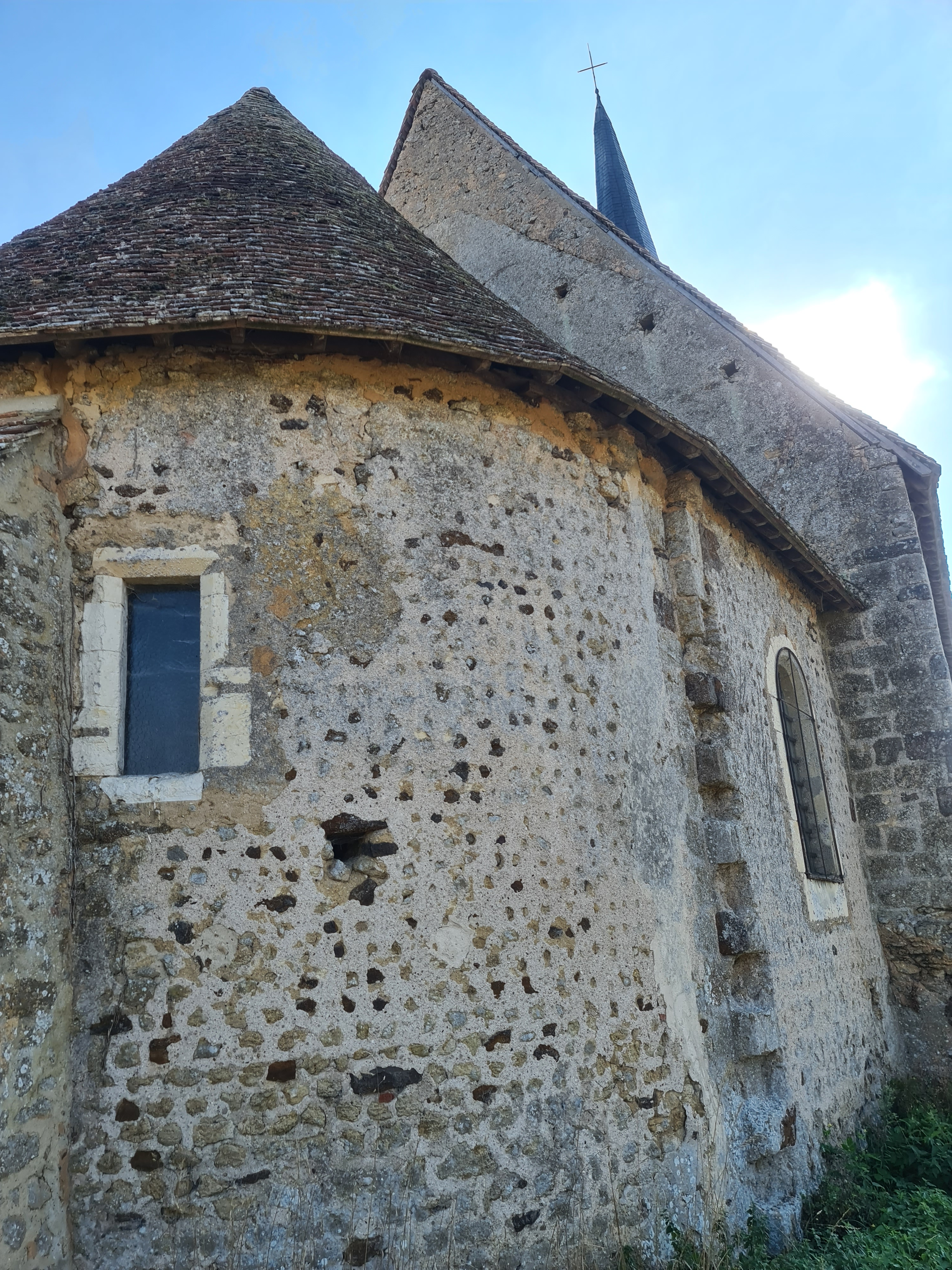
Chevet et contrefort dans l'axe
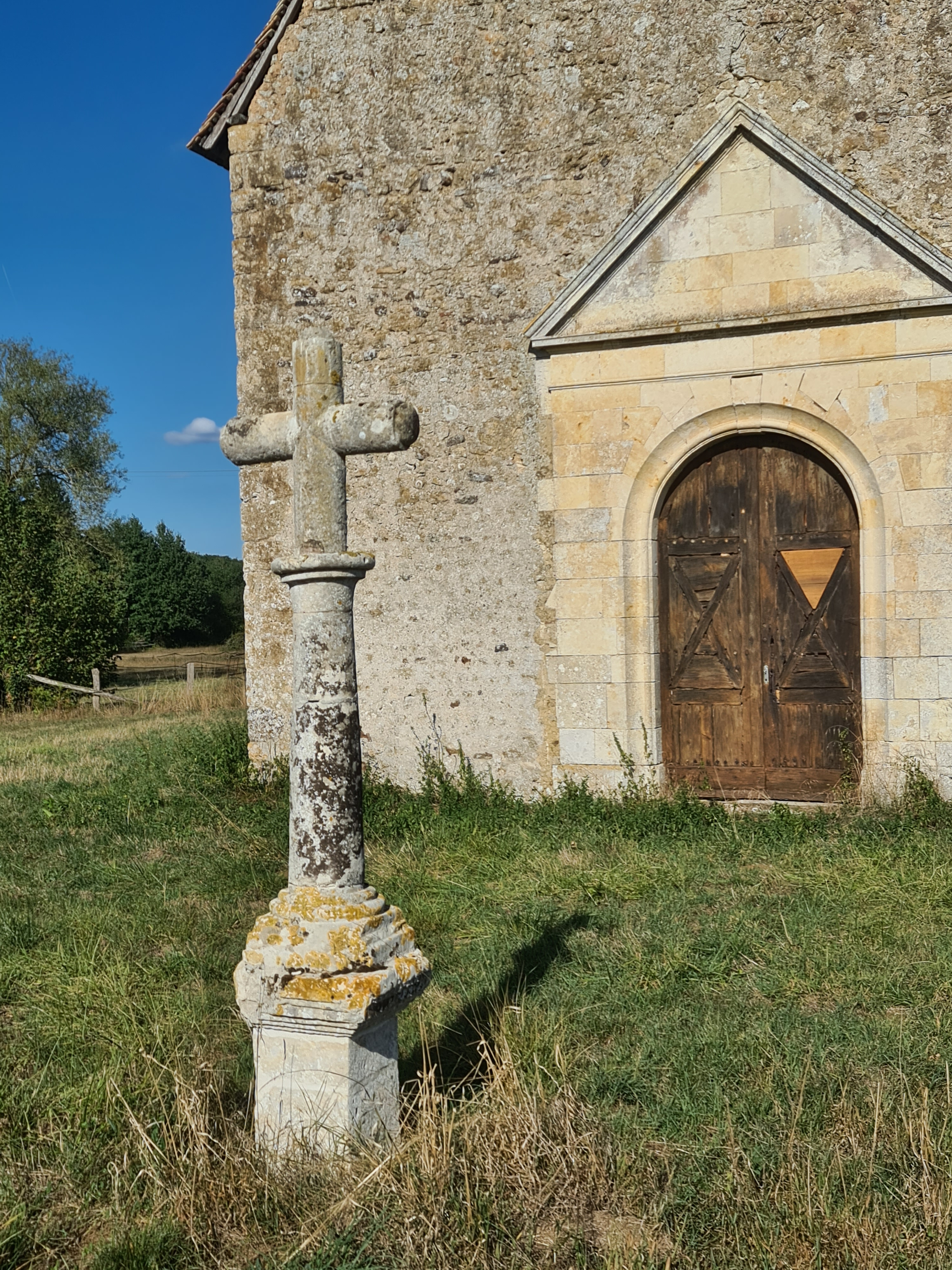
Croix de l'ancien cimetière